# Университет Лойолы в Мэриленде
Университет Лойолы в Мэриленде (англ. Loyola University Maryland) — частный иезуитский университет в Балтиморе, штат Мэриленд, США. Основан в 1852 году как колледж Лойолы в Мэриленде Джоном Эрли и восемью другими членами Общества Иисуса. 

## История
Является девятым по старшинству иезуитским колледжем в Соединенных Штатах и первым колледжем в Соединенных Штатах, носящим имя Святого Игнатия Лойола, основатель Общества Иисуса.